# Naiste Meistriliiga 2011
Die Naiste Maistriliiga 2011 war die 16. Auflage der höchsten estnischen Frauenfußballliga. Den Titel holte sich der Pärnu JK, die damit ihren 7. Meistertitel feiern konnte. Außerdem sicherte man sich zum ersten Mal den estnischen Frauenfußball-Pokal. Enttäuschend lief die Saison für die Rekordmeisterinnen vom Levadia FC Tallinn, die weit abgeschlagen auf den dritten Platz landeten.

## Maistriliiga 2011
| Pl. | Verein             | Sp. | S  | U | N  | Tore    | Diff. | Punkte |
| --- | ------------------ | --- | -- | - | -- | ------- | ----- | ------ |
| 1.  | Pärnu JK (M)       | 20  | 19 | 1 | 0  | 078:500 | +73   | 58     |
| 2.  | FC Flora Tallinn   | 20  | 14 | 2 | 4  | 075:150 | +60   | 44     |
| 3.  | FC Levadia Tallinn | 20  | 10 | 1 | 9  | 041:320 | +9    | 31     |
| 4.  | FC Lootos Põlva    | 20  | 10 | 0 | 10 | 053:400 | +13   | 30     |
| 5.  | Tammeka JK Tartu   | 20  | 3  | 0 | 17 | 011:610 | −50   | 09     |
| 6.  | Nömme JK Kalju     | 20  | 2  | 0 | 18 | 011:116 | −105  | 06     |

## Pokal
- 9. Oktober 2011 in Viljandi (14:00)
- Pärnu JK - Nõmme JK Kalju  7:0 (6:0)
- (Lilleste 12., Palmaru 13., Paulus 18., Morkovkina 30.-32.-43.-83.)
- Pärnu JK:  Meetua, Palmaru, Saar, Paulus, Morkovkina, Lilleste (56.Ojala), Brant, Tugim (52.Sõrmus), Ivanova, Rocane (68.Ude), Sonnberg
- JK Kalju:  Papunova (46. Alatare), Pappel, Toots, Soosaar, Vilumets (64.Sirkel), Tuse, Hallikas, Päri, Pungas, Rage Hindrimäe, Tülp (68. Ragne Hindrimäe)